# Knektholmen
Knektholmen est une île norvégienne du comté de Hordaland appartenant administrativement à Askøy.

## Description
Rocheuse et couverte d'arbres, elle s'étend sur environ 104 m de longueur pour une largeur approximative de 50 m. 